# Daniela Galbo

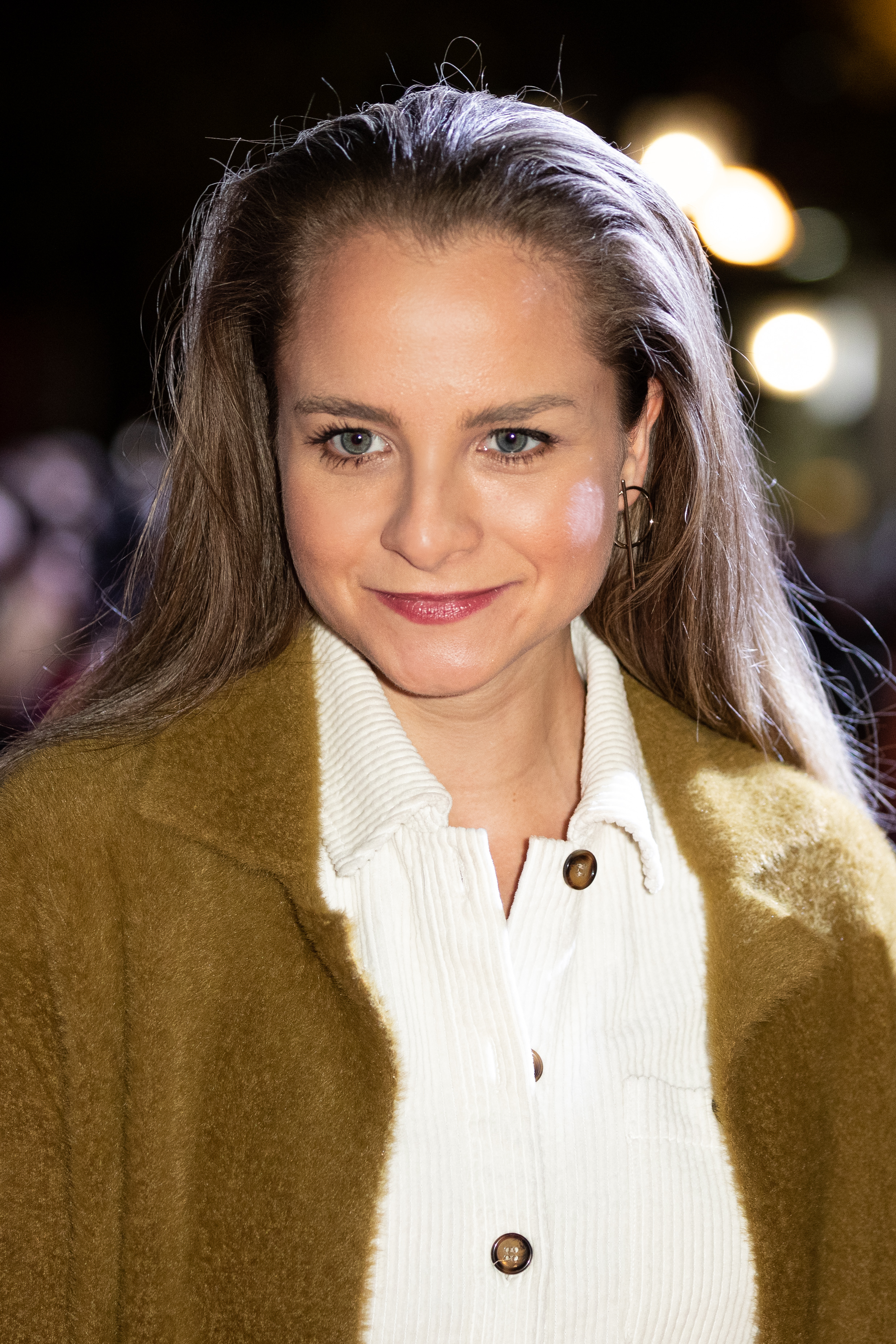
Daniela Galbo im Jahr 2019

Daniela Galbo (* 1995) ist eine deutsche Schauspielerin und Hörspielsprecherin.

## Leben
Daniela Galbo besuchte von 2012 bis 2014 die Film-Acting-School Cologne und sammelte während dieser Zeit erste praktische Erfahrungen im Kölner Theater im Hof. In den nachfolgenden Jahren nahm sie Unterricht bei Florian Mengel, Stefan Gebelhoff, Hanfried Schüttler und Andreas Potulski. Seit Mitte der 2010er-Jahre wirkt Galbo in verschiedenen deutschen Film- und Fernsehproduktionen mit, so unter anderem in Tatort, Wilsberg oder SOKO Wismar.
Daniela Galbo lebt in Berlin. Neben ihrer Muttersprache Deutsch spricht sie auch Englisch, Französisch und Spanisch fließend.

## Filmografie
- 2017: Einstein (Fernsehserie, 1 Folge)
- 2019: Lindenstraße (Fernsehserie, 1 Folge)
- 2021: Hyperland
- 2021–2025: Notruf Hafenkante (Fernsehserie, 2 Folgen)
- 2022: Tatort: Des Teufels langer Atem
- 2022: Old People
- 2022: SOKO Wismar (Fernsehserie, 1 Folge)
- 2023: Wilsberg: Fette Beute (Fernsehreihe)
- 2024: Sturm der Liebe (Fernsehserie, 35 Folgen)
- 2025: Brick

## Hörspiele
- 2020: Thilo Gosejohann: Baggergeddon (Louisa Lundberg) – Regie: Thilo Gosejohann (Original-Hörspiel – WDR)

Quelle: ARD-Hörspieldatenbank